# تيريل وليامز
تيريل وليامز (بالإنجليزية: Terrell Williams)‏ هو لاعب كرة قدم أمريكية أمريكي، ولد في 19 يونيو 1974 في لوس أنجلوس في الولايات المتحدة.